# Mista
Miguel Ángel Ferrer Martínez, zvan Mista (Murcia, 12. studenog 1978.), je španjolski umirovljeni nogometni napadač.

## Klupska karijera
Mista je bio štićenik Rafe Beniteza, koji ga je najprije trenirao u Castilli, a zatim u Valenciji. 
Dok je igrao za Tenerife, Mista je zajedno s Torresom i Luis Garcíom bio je član momčadi koja je osvojila promociju u prvu ligu. Nakon toga odlazi u Valenciju, gdje je bio ključni član momčadi koja je osvojila dva naslova La Lige i bila pobjednik Kupa UEFA, iako je njegova norma zabijanja golova drastično pala nakon sezone 2004./2005. 
Mista se je odlučio na odlazak u Atlético de Madrid, gdje je u sezoni 2006./2007. odigrao 29 utakmica, a sljedeće sezone je rijetko igrao. U srpnju 2008. odlučio se je na odlazak u Deportivo, s kojim je potpisao trogodišnji ugovor. U svom prvom službenom nastupu za novi klub, Mista je zabio pobjednosni pogodak protiv Real Madrida, dana 31. kolovoza, 2008.

## Međunarodna karijera
Za Španjolsku reprezentaciju debitirao je 26. ožujka 2005., u prijateljskoj utakmici protiv Kine u Salamanci. Zabilježio je još jedan reprezentativni nastup u pobjedi od 6-0 protiv San Marina, u kvalifikacijama za Svjetsko nogometno prvenstvo u Njemačkoj.

## Trofeji

### Klub
- Valencia CF
  - La Liga: 2001-02, 2003-04
  - UEFA Kup: 2004
  - Europski Superkup: 2004

## Vanjske poveznice
- Statistika na Liga de Fútbol Profesional (šp.)
- Reprezentacija  Arhivirana inačica izvorne stranice od 18. travnja 2012. (Wayback Machine) (šp.)